# سحر طه
سحر طه (1957 -17 أغسطس 2018 -) مغنية وصحفية عراقية لبنانية.

## حياتها ومشوارها المهني
ولدت في بغداد. والدها كان شاعراً ملماً بالأدب العربي. لديها أربعة أشقاء هم: سمير، ونمير، ومنير، وعقيل. حصلت على الماجستير في إدارة الأعمال من بغداد في عام 1984، ثم حصلت على شهادة في العود والغناء من المعهد الوطني العالي للموسيقى في لبنان في عام 1989، كما تحمل شهادة الدكتوراه الفخرية من جامعة الحضارة الإسلامية المفتوحة في بغداد، وصدر في ولاية ميشيغان طابع بريدي محلي يحمل صورتها. بالإضافة إلى حياتها المهنية في الموسيقى، عملت كاتبة لعدد من الصحف العربية واللبنانية كما أنها كتبت لصحيفة المستقبل في بيروت منذ عام 1999. ولقد قدمت سحر طه أيضا برامج موسيقية عديدة في برامج الإعلام العربية كما أنها عملت في تليفزيون المستقبل ومحطات شبكة راديو وتلفزيون العرب في منتصف التسعينيات. واستمرت في تقديمها للبرامج الموسيقية، كما تولت التحكيم في المهرجانات والبرامج الموسيقية في كلٍ من مصر ولبنان في أعوام 1995 و2001 و2002. ومنذ عام 1997 كانت عضوًا في نقابة الفنانين فضلََا كونها عضو شرف في مؤسسة منير بشير للعود والمؤسسة الدولية الموسيقية للفنون الموسيقية وذلك في ذكرى عازف العود العراقي الشهير «منير بشير». ومنذ عام 1986 قامت بالعزف في العديد من الحفلات الموسيقية في جميع أنحاء الشرق الأوسط وأوروبا: في لبنان والأردن ومصر وتونس وسوريا وقطر والجزائر والإمارات العربية المتحدة وألمانيا وهولندا والنمسا وإيطاليا فضلًا عن وطنها الأم العراق.
وشاركت في تقديم البرنامج اللبناني«بنات حواء» في هيئة إذاعة لندن. اشتهرت بالعزف على العود في كلٍ من الموسيقى الشرقية والغريبة. أسست في عام 2004 فرقة «عشتروت» للغناء التراثي، كما أسست قبل ذلك العديد من الملتقيات الفنية والثقافية.

### الحياة الشخصية
تزوجت الإعلامي اللبناني «سعيد طه» ورزقت منه بولدين محي الدين وهادي وحصلت على الجنسية اللبنانية.

## المرض والوفاة
أصيبت بالسرطان مرتين: الأولى في سنة 2003 والثانية سنة 2006، لكنّها تمكّنت من هزيمته، لتعود معركتها مع الخبيث في العام 2011 وظلّت تتلقّى علاجها الكيميائي في الولايات المتحدة إلى حين وفاتها في يوم 17 أغسطس 2018 في مستشفى هنري فورد بميشيغن عن عمر يناهز 61 عاماً بعد صراع طويل مع مرض السرطان. نقل جثمانها إلى بيروت حيث وريت الثرى هناك.

### الألبومات[14]
- (2012): أنا أعشقك
- (2011): ودعت بغداد
- (2004): جوله اليمن جنتر جراس
- (2003) اغنيات من التراث العراقية
- (2002): موشحات اندلسي
- (2001): بغداديات مع عازف العود عمر بشير

### المنشورات
- (2005): «مقامات بغدادي: يوميات الاحتلال الأميركي للعراق»
- (2016): «من القلب إليهم: ومضات من حياة فنانين- الجزء الأول» [15]

## تكريمات
- لبنان: حصلت سنة 2016 على درع نادي الشقيف تكريما لعطاءاتها، وكذلك وسام المجلس الثقافي الذي قدمه رئيس فرع النبطية المحامي سمير فياض والبطاقة البريدية التي أعدها والنادي اللبناني لهواة الطوابع والعملات وجمعية بيت المصور في لبنان في المناسبة قدمها وارف قميحة رئيس النادي وكامل جابر رئيس بيت المصور وقدما الطابع هديتين إلى كل من سلوم وفياض.[16]

## روابط خارجية
- سحر طه على موقع ميوزك برينز (الإنجليزية)